# Stereochilus marginatus
Stereochilus marginatus é uma espécie de salamandra da família Plethodontidae. É a única espécie do género Stereochilus.
É endémica dos Estados Unidos da América.
Os seus habitats naturais são: florestas temperadas, rios, pântanos, lagos de água doce e marismas de água doce.
Está ameaçada por perda de habitat.